# Templo de San Francisco Acatepec
El Templo de San Francisco  Acatepec es un monumento religioso del siglo XVIII, característico de la arquitectura barroca de México, especialmente reconocido por su fachada de mosaicos de talavera combinada con ladrillo rojo. Se encuentra en la localidad de San Francisco Acatepec del municipio de San Andrés Cholula en el Estado de Puebla, México y fue uno de los primeros templos construidos en la región.

## Historia
No se conoce con exactitud la fecha de construcción del templo, pero una pintura que se encuentra en el interior hace suponer que fue en 1730. Sin embargo, los planes de su construcción se remontan al siglo XVI, cuando la orden franciscana se estableció en el lugar para fundar un pequeño convento. En concreto, el archivo eclesiástico menciona que el templo se comenzó a construir en 1724. En 1560 los franciscanos iniciaron un templo en el mismo sitio, aunque la edificación del templo actual comenzó hasta la segunda mitad del siglo XVII, extendiéndose hasta el siglo XVIII.El templo estaba bajo la jurisdicción del Convento de San Diego de Alcalá.

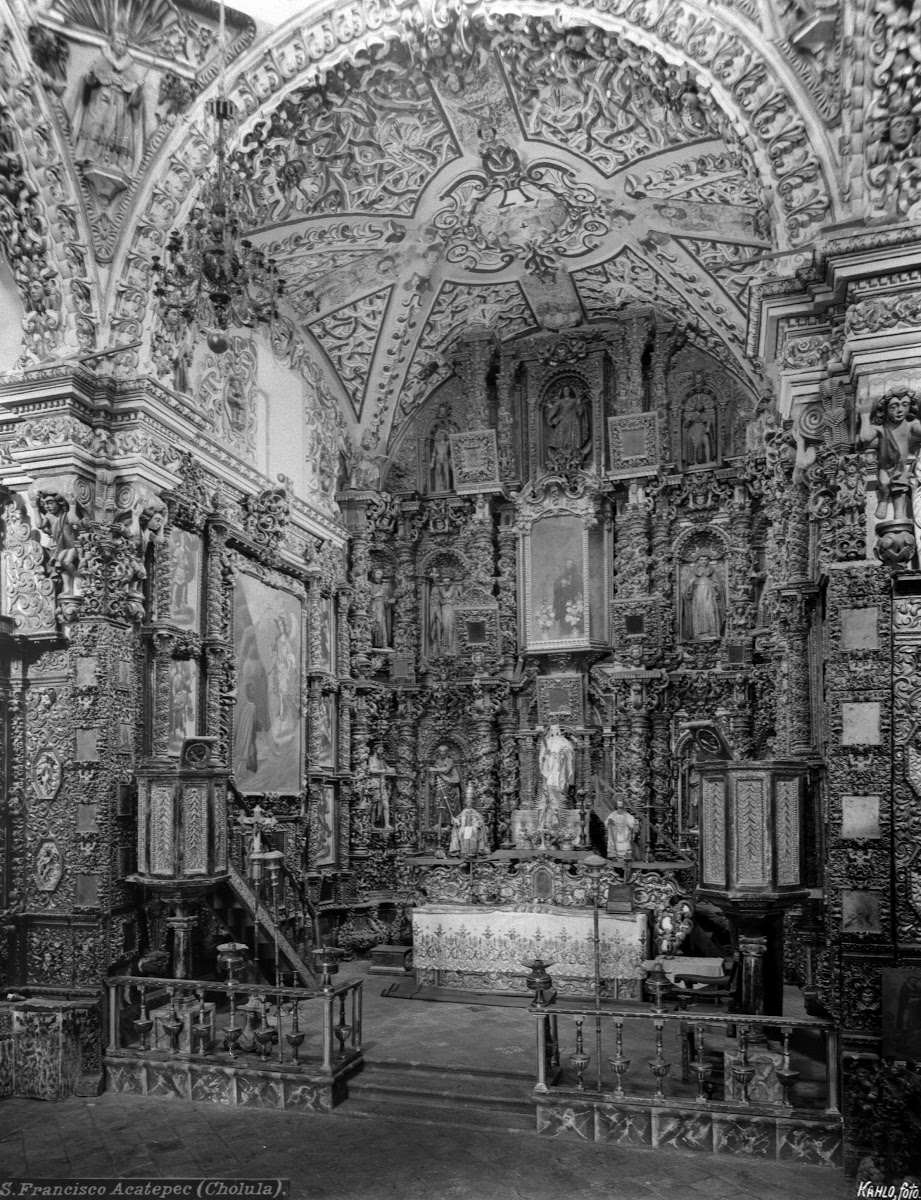
Altar mayor de la iglesia de San Francisco Acatepec, ca. 1913. Fotografía de Gullermo Kahlo.

El templo, junto con otros que se encuentran en Puebla y fueron construidos entre los siglos XVII y XVIII se caracterizan por las fachadas policromadas de talavera y ladrillo rojo. La cerámica del templo fue elaborada a mano entre los años 1650 y 1750, época en que la talavera poblana se convirtió en parte de la decoración principal de los edificios del barroco.
El 31 de diciembre de 1939 sufrió un incendio en el interior, sin embargo, fue restaurado íntegramente gracias a la existencia de documentos fotográficos que había realizado Guillermo Kahlo a principios del siglo XX junto con Gerardo Murillo de diversos templos religiosos de México. Luego del incendio, la decoración del interior fue reconstruida por la familia cholulteca Pantle, quienes se dedicaban a la yesería; dicho trabajo de restauración duró 25 años. Terán Bonilla señala, sin embargo, que el programa iconográfico fue modificado substancialmente durante la reconstrucción; incluso los considera como errores.
En 1946, el director Emilio Fernández eligió el templo de San Francisco Acatepec como una de las locaciones para la película Enamorada, protagonizada por María Félix y Pedro Armendáriz.

## Estilo
El templo posee una combinación de estilos artísticos y estilísticos; desde el barroco mexicano o estípite, el barroco churrigueresco, mudéjar y plateresco.

## Características

### Atrio

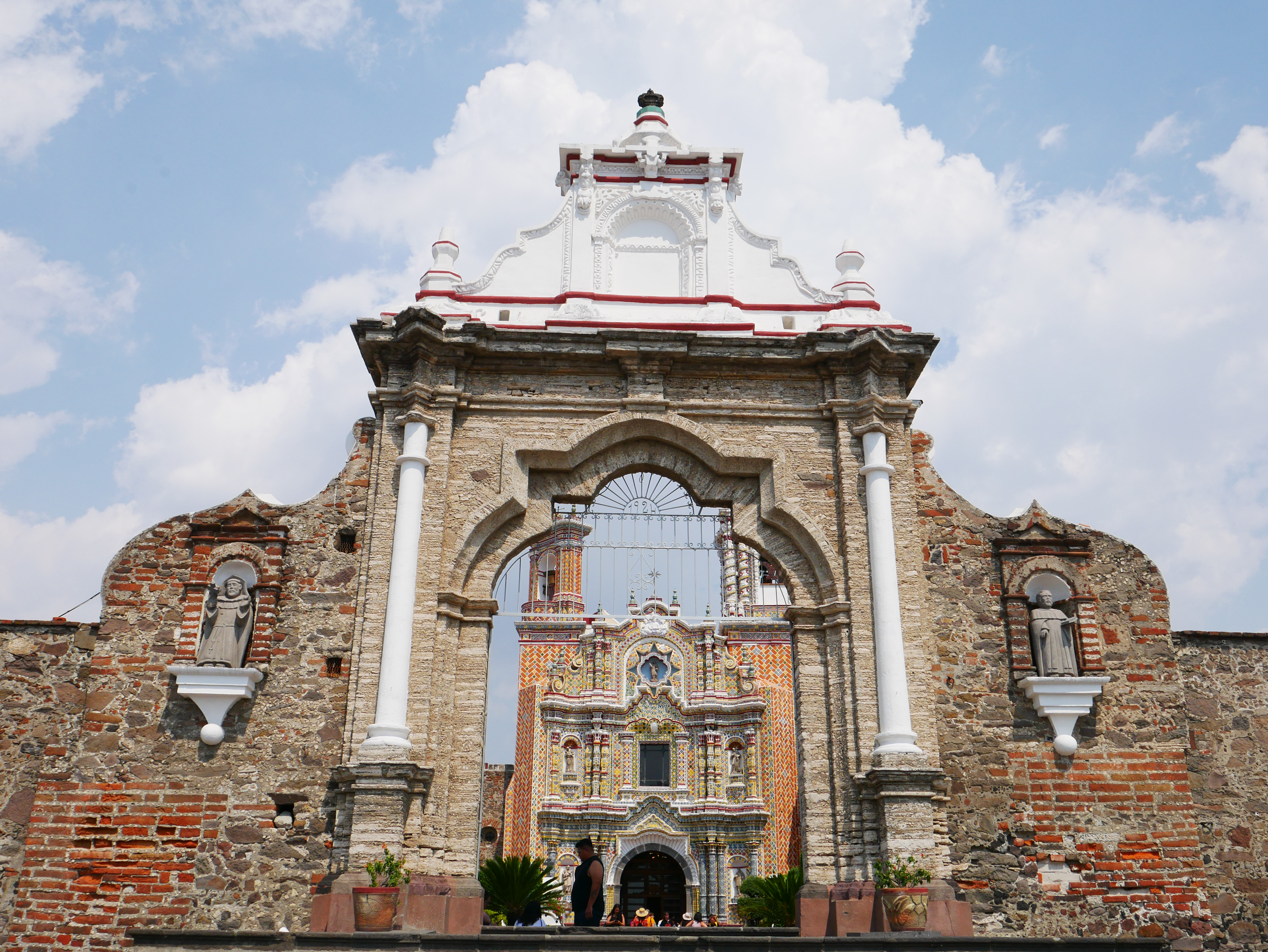
Pórtico con arco mixtilíneo como entrada del atrio.

El atrio es amplio, similar a otros atrios franciscanos, pero de menores dimensiones. La entrada principal tiene un arco mixtilíneo, cuya construcción data del siglo XVII.Tiene una barda perimetral, cuyo muro en forma ortogonal no posee remate. Posee tres puertas, una principal y dos laterales.
El atrio, cuya construcción fue anterior al templo actual, no sólo tenía una función ornamental, sino que también fungió como capilla abierta y como campo santo para la población. Durante los siglos XVII y XVIII ahí se realizaban los entierros e incluso actualmente se pueden observar algunas de las sepulturas, de las cuales la más antigua data de 1887.

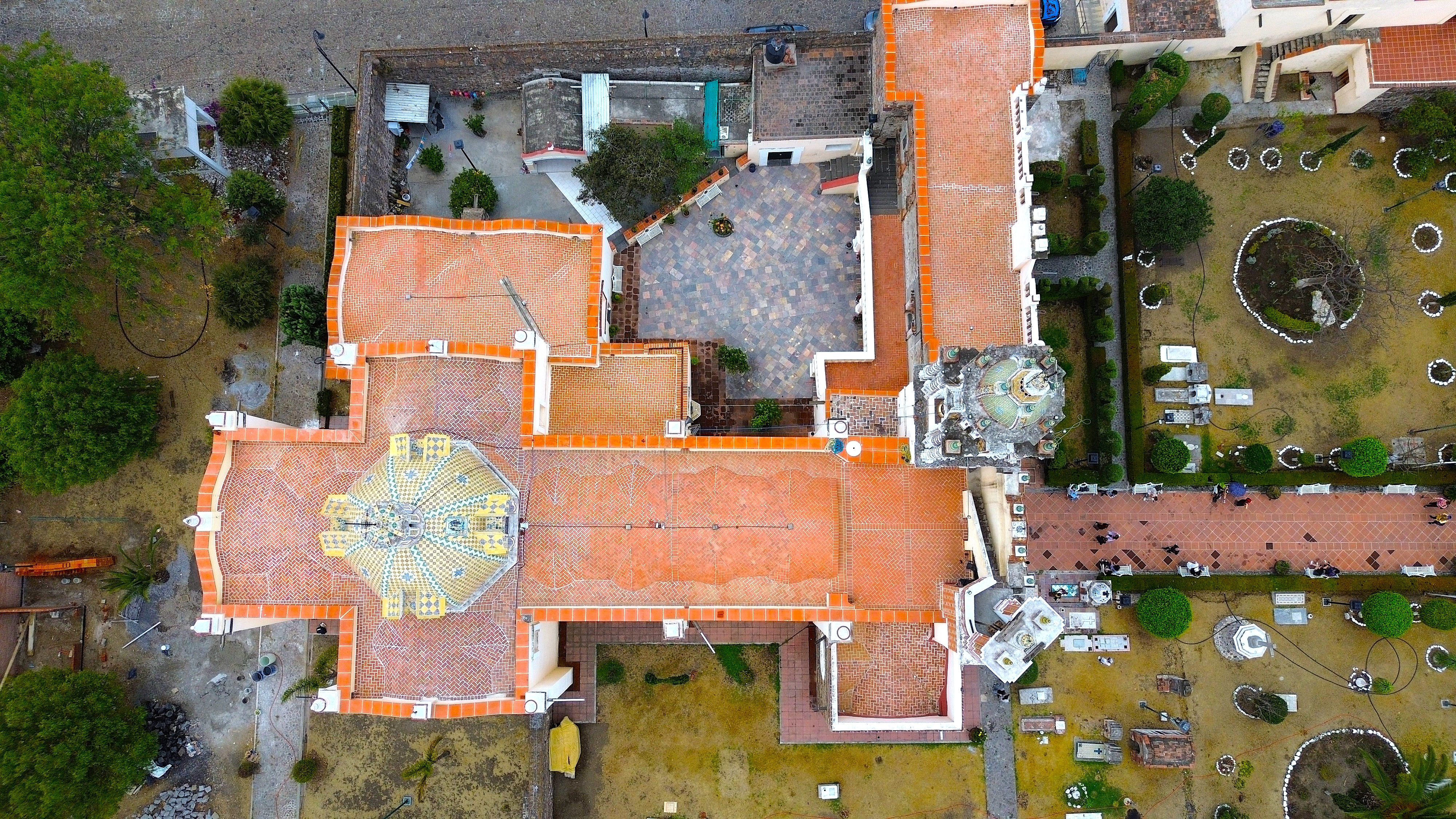
Planta del templo desde una toma aérea.

### Planta
Posee una planta de cruz latina con siete cuerpos; en el primero se encuentran el coro y el sotocoro; en el sexto el transepto y en el séptimo el presbítero. La sacristía está en el costado sur del transepto, la cual es de planta rectangular y conformada por dos cuerpos. La bóveda del templo es de cañón corrido con lunetos; la cúpula es de media naranja con tambor octagonal. Toussaint señala que la planta y el alzado de la fachada son de "origen borrominesco". La orientación de la fachada es de oriente a poniente; estando al oriente el ábside (cabeza de Dios, donde sale el sol); y al poniente la puerta.

### Fachada

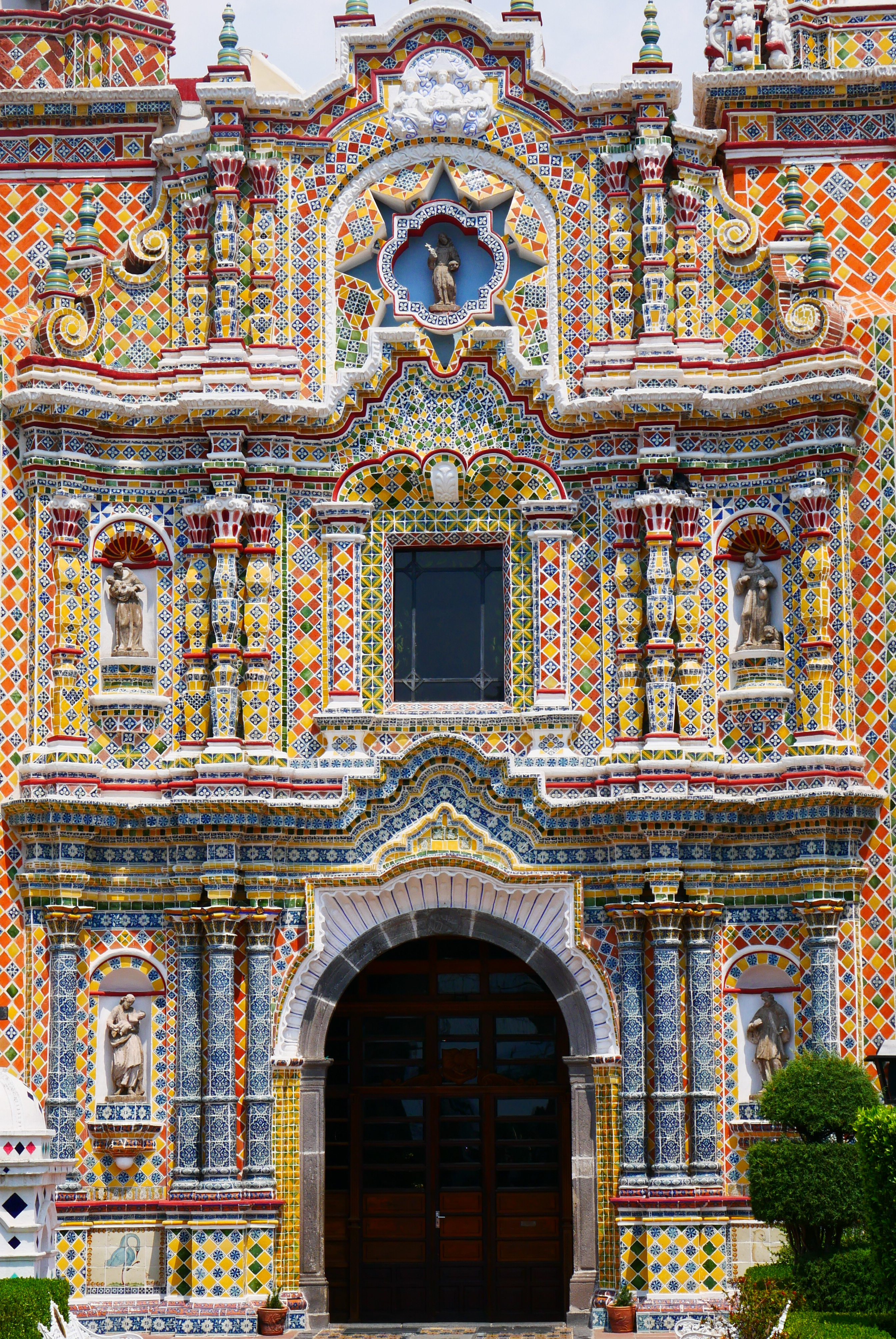
Fachada del Templo de San Francisco Acatepec.

La fachada data de finales del siglo XVIII, pues tiene columnas estípite. Destaca su decoración barroca policromada revestida de loseta de cerámica con azulejos de talavera realizadas específicamente para este templo. El color de la cerámica hace alusión a la Virgen María, por el blanco y el azul, y a San José por el verde y amarillo. Tiene dos cuerpos y un remate con volutas, flameros que se encuentran tanto en la espadaña como en la torre, los cuales asemejan elementos de la repostería fina. Según Manuel Toussaint, tiene la apariencia de una 'iglesia de porcelana'. Posee pequeñas pilastras estípite adosadas a la fachada completamente revestidas de azulejos, lo mismo que las columnas salomónicas que se encuentran en la única torre del templo. Al respecto, Moreno Villa señala:

La azulejería llega en este caso al delirio. Y la admiración a la estupefacción. La obra es un gran juguete de cerámica levantado en la tierra. Delante de ella no se piensa ya en si es iglesia ni en si obedece a una traza borrominesca. Estamos realmente dentro del mundo de lo caprichoso, de lo soñado. Todo en ella es color y brillo.
José Moreno Villa

Vargas Lugo señala que la fachada no sigue formas tradicionales, pues además de las pilastras estípite, posee un óculo en forma de estrella y cornisas molduradas al estilo del último barroco dieciochesco.
La decoración de la fachada tiene simbología franciscana, siguiendo un esquema similar a otros templos franciscanos poblanos, como el Templo conventual de San Francisco y el Convento de San Miguel Arcángel de Huejotzingo. En los tres, la fachada es un lienzo que parece abrirse para invitar y dar la bienvenida a los fieles visitantes.

#### Estructura de la fachada
El tablero o retablo de la fachada se divide en tres cuerpos. El primer cuerpo a su vez tiene un zócalo en la base recubierto de azulejos de talavera de colores amarillo y azul. En este nivel se aprecian dos figuras, a la izquierda el cordero como símbolo del sacrificio de Cristo; y a la derecha una grulla o garza, que también puede simbolizar a Cristo o a San Francisco de Asís. En esta altura se encuentra el portón de madera tallada con ornamentos de molduras mixtilíneas.A cada lado de la puerta, hay conjuntos de tres columnas tritóstilas talaverescas, en cuyo diseño hay flores que simbolizan a María. Cada lado posee un nicho con estatuas de piedra; en el lado izquierdo se encuentra san José y del lado derecho san Pedro. Flanqueando a la derecha y a la izquierda, una sola columna tristóstila de talavera.
|                       |
| Escultura de san José |

|                                                   |
| Garza en la base del primer cuerpo de la fachada. |

|                              |
| Primer cuerpo de la fachada. |

|                                                     |
| Cordero en la base del primer cuerpo de la fachada. |

|                        |
| Escultura de san Pedro |

En el segundo cuerpo de la fachada se aprecia un cornisamiento mixtilíneo, con dos nichos que tienen esculturas, a la izquierda san Antonio de Padua y a la derecha santo Domingo. Estos dos santos son parte del hermanamiento con san Francisco. Al centro del segundo cuerpo se aprecia la ventana del coro, con conjuntos de tres pilastras estípites de talavera con tipo plateresco, que imitan los conjuntos del cuerpo inferior.
|                              |
| Segundo cuerpo de la fachada |

|                                         |
| Pilastras estípite en el segundo cuerpo |

En su tercer cuerpo, la fachada ostenta el remate del tablero. Se muestran juegos de pilastras estípites con una disposición similar al del segundo cuerpo, pero más pequeñas. En el centro, tiene una cavidad con forma de estrella de ocho picos, como símbolo de la resurrección de Cristo, en cuyo centro hay un óculo mixtilíneo con una estatua de san Francisco de Asís en piedra. En la parte de arriba, donde está la clave del arco, hay una argamasa de alto relieve que representa a la santísima trinidad, en la que aparecen tres personajes idénticos con un halo triangular.

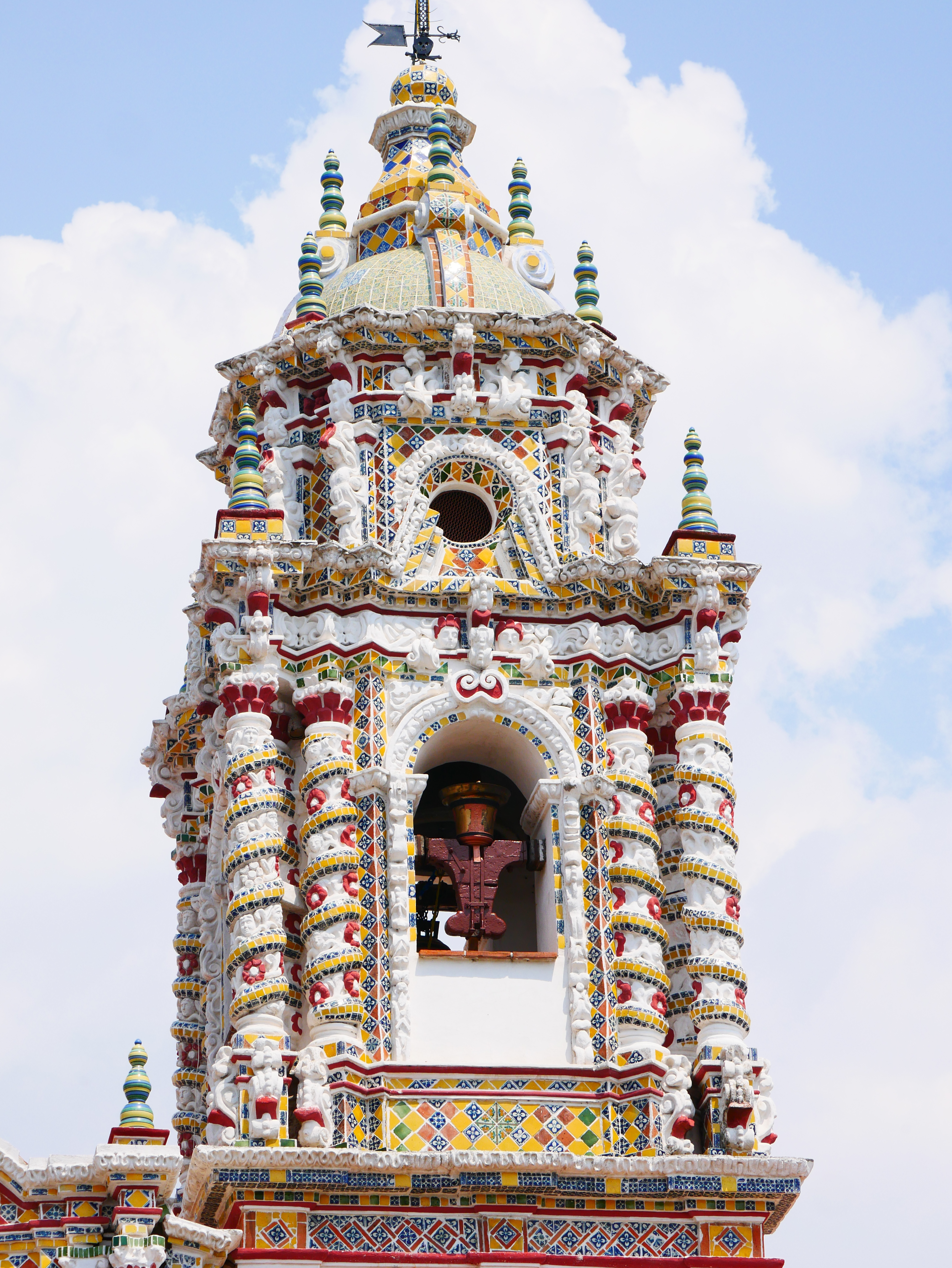
Torreo del templo San Francisco Acatepec.

|                             |
| Tercer cuerpo de la fachada |

| |
| Elemento central del tercer cuerpo, en el que aparece la estrella de ocho picos, con un óculo mixtilíneo y la estatua de San Francisco de Asís al centro |

### Torre
Manuel Toussaint señala que la torre está revestida de una mayólica que, al igual que la fachada, posee lineamientos barrocos así como elementos decorativos muy sobresalientes dentro del templo.La torre tiene una estructura de dos cuerpos y un cupulín. En cada esquina del primer cuerpo se aprecian en el remate tres columnas salomónicas, simbolizando a los doce apóstoles. Las claves de cada arco están decoradas con querubines. 

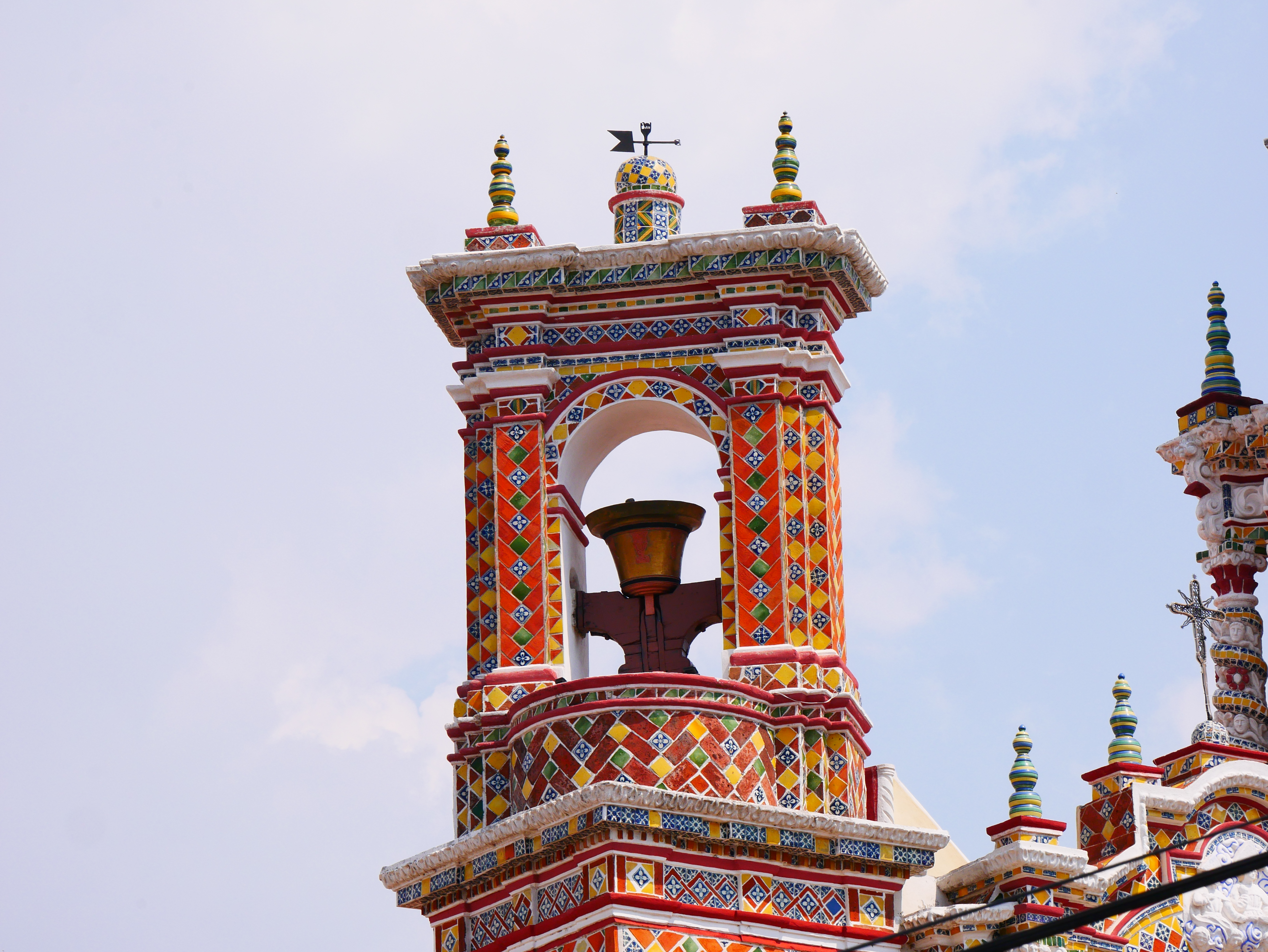
Espadaña con campanario en el templo.

El segundo cuerpo es más pequeño, aproximadamente la mitad del primero, y tiene un óculo circular en cada cara, así como decorados vegetales. En la parte superior hay un decorado más sencillo. Encima, un cupulín octopartito con florón corona el torreón.
Asimismo, la fachada tiene un campanario extra a la izquierda, a manera de espadaña diagonal,con un ángulo de 45°, decorado con ladrillos rojos y con azulejos de colores diversos.Este segundo campanario tiene un arco de medio punto con cornisas elaboradas. La campana posee relieves con la figura de san Francisco.

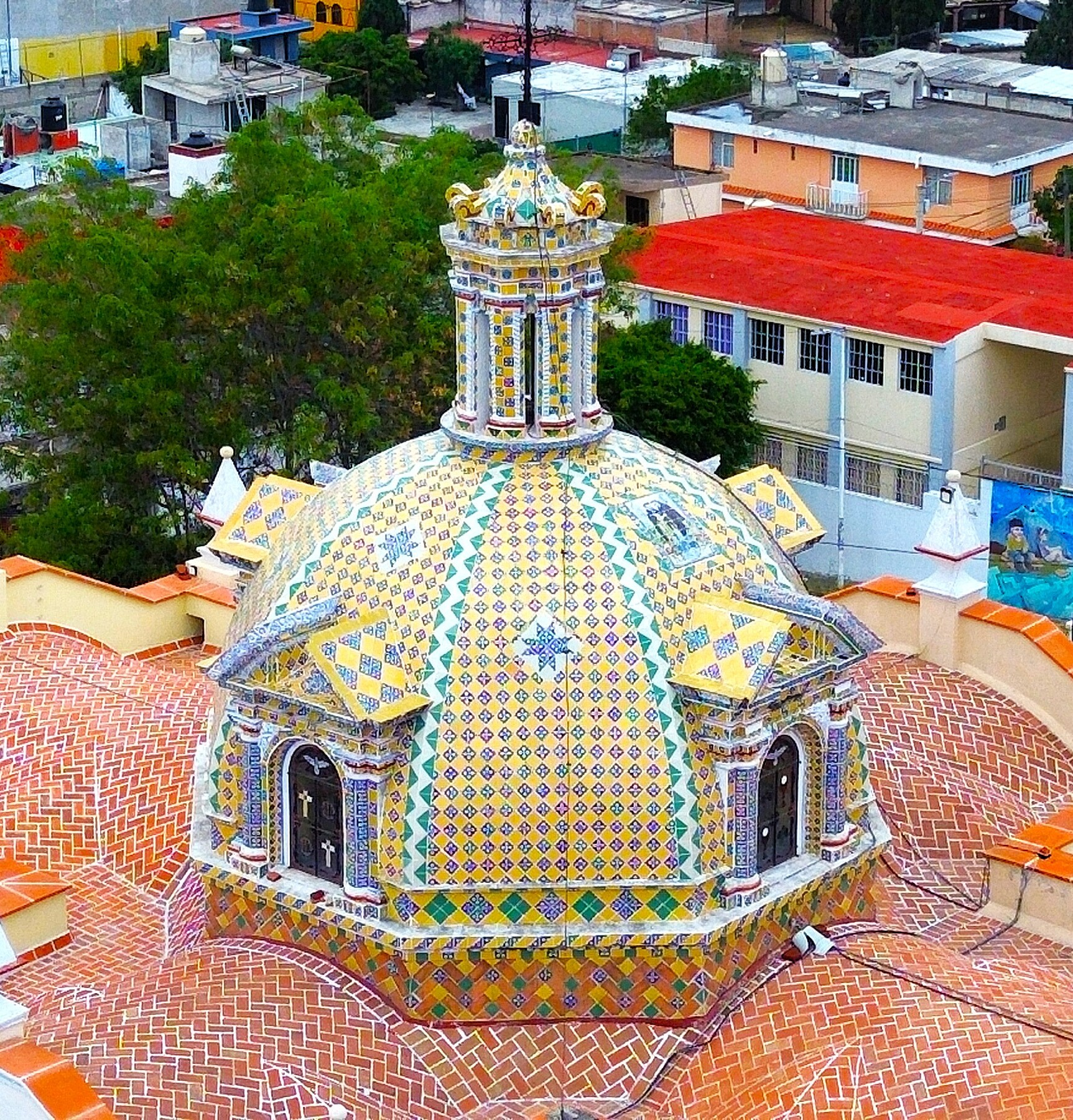
Cúpula y linternilla del templo.

### Cúpula
Arriba del transepto se encuentra la cúpula del templo, la cual también está decorada con lozas de talavera policromada, en orden de tipo ajedrez. Posee dos tableros, uno al oriente y otro al poniente, con imágenes de san Francisco y santo Domingo. En el ápice de la columna se encuentra coronando una linternilla esbelta.

### Interior
El interior posee decoración de yesería y retablos barrocos similares a los del Templo de Tonantzintla; sin embargo, esta decoración corresponde a la realizada a partir del incendio que sufrió el templo en 1939. Para restaurarlo se realizaron decoraciones similares a las originales, pero hubo cambios en la iconografía y calidad.

El templo posee un interior con una decoración rica en molduras doradas y figuras realizadas con policromía. Las claves de los arcos y las ménsulas que interrumpen las cornisas son de particular interés, según Toussaint.

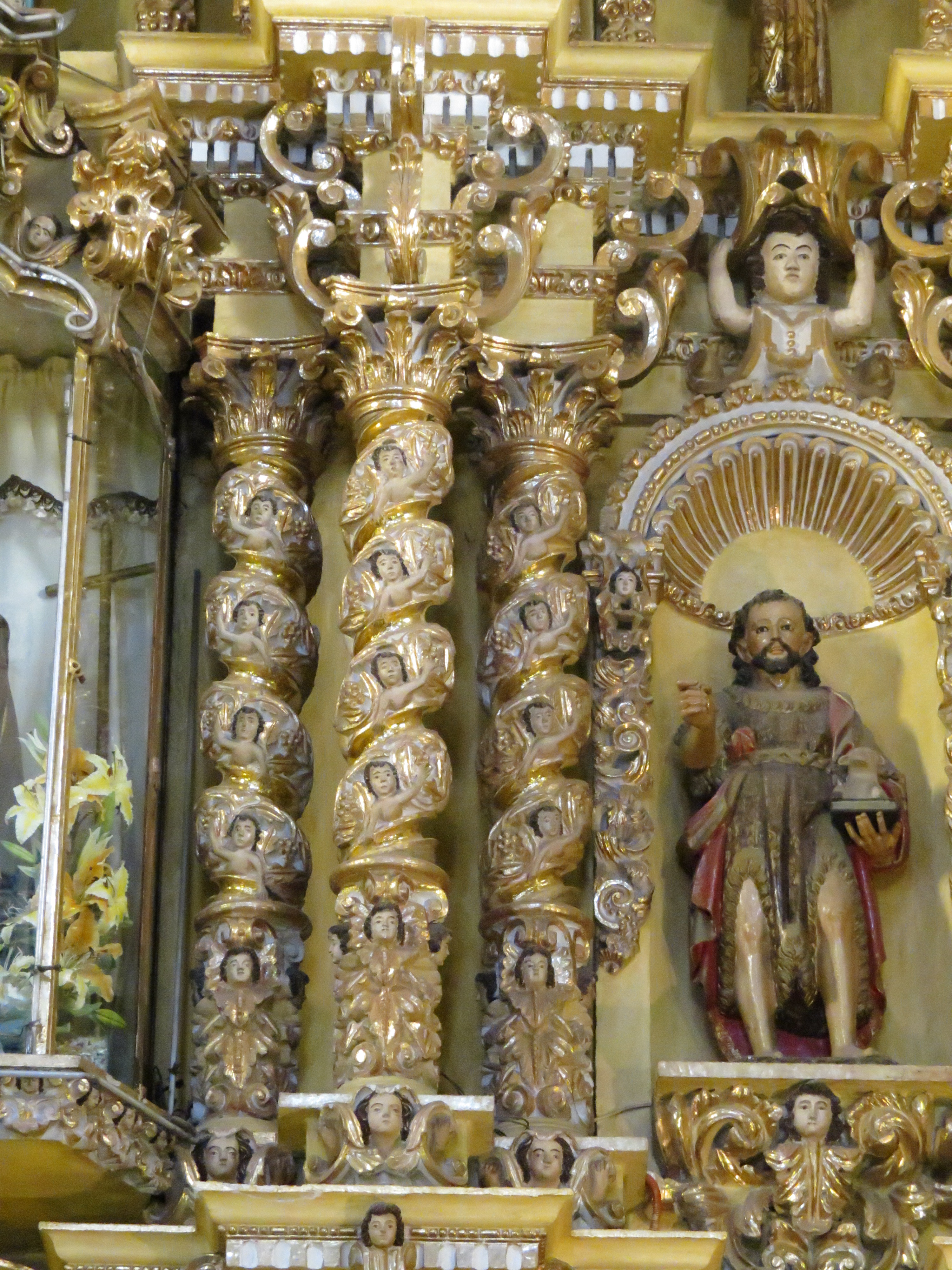
Interior del Templo de San Francisco Acatepec

Al igual que la portada, el interior tiene elementos barrocos con un retablo dorado en el altar. Posee elementos que recuerdan a la Capilla del Rosario, también en Puebla, pero interpretados de manera popular. A diferencia del Templo de Santa María Tonantzintla, su interior no refleja la iconografía indígena de manera tan profusa.

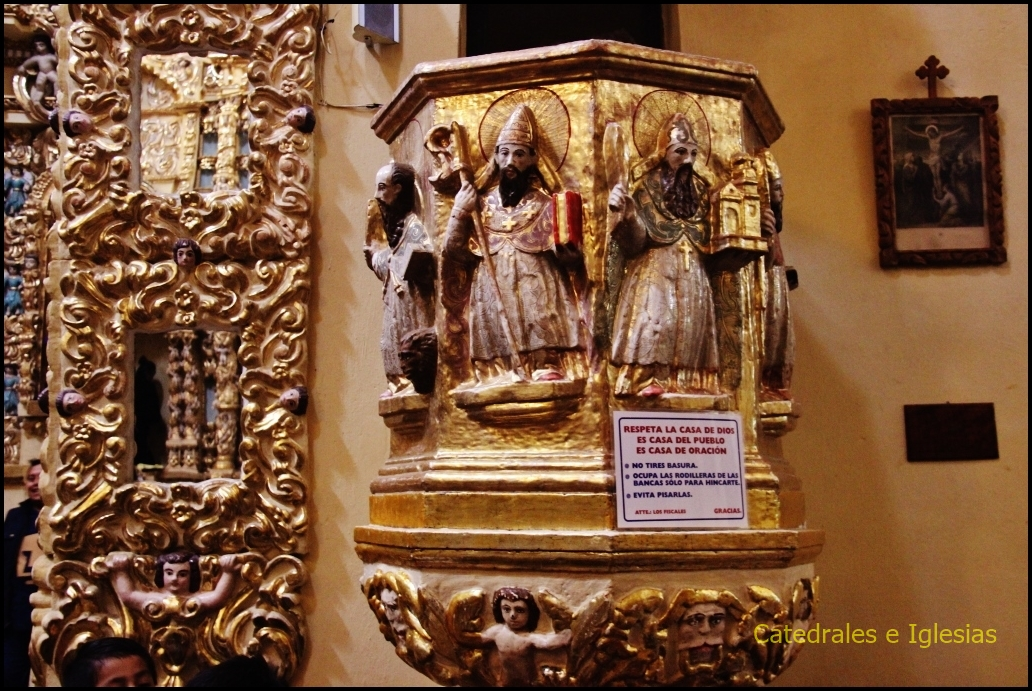
Púlpito del interior del templo.

Los relieves dorados del interior son la característica del interior; en la parte del coro destaca la abundancia de policromía. Ciancas señala que “aparece la nota ingenua y popular dada por innumerables figuras de angelitos que pueblan las columnas salomónicas de los altares”, los cuales fueron renovados después del incendio.
Destaca el trabajo con yeso con la imagen de la Encarnación y el Alumbramiento del Hijo de Dios, con elementos de la Santísima Trinidad y un sol resplandeciente. En la bóveda del testero se encuentra la Sagrada Familia. Otras imágenes en yeso del interior representan ángeles, querubines, niños asexuados, además de tres retablos dorados que se encuentran en las tres paredes, incluyendo el altar.

### Retablos
Los santos del retablo principal están tallados en madera y policromados con la técnica de estofado. El púlpito destaca por su forma, pues también tiene una decoración policromada.
En los arcos laterales se aprecian pasajes de los evangelios caracterizando los atributos del tetramorfos: San Mateo con un ángel, San Marcos con un león, San Lucas con un toro y San Juan con un águila. La vitrina del templo está representada con la imagen de San Francisco de Asís, principal advocación del templo.
El púlpito policromado, fue el único elemento del interior que se salvó del incendio de 1939, como lo indica un testimonio de un sacerdote de Cholula. Está decorado con atlantes que lo soportan, así como las figuras de los padres de la iglesia.

## Galería

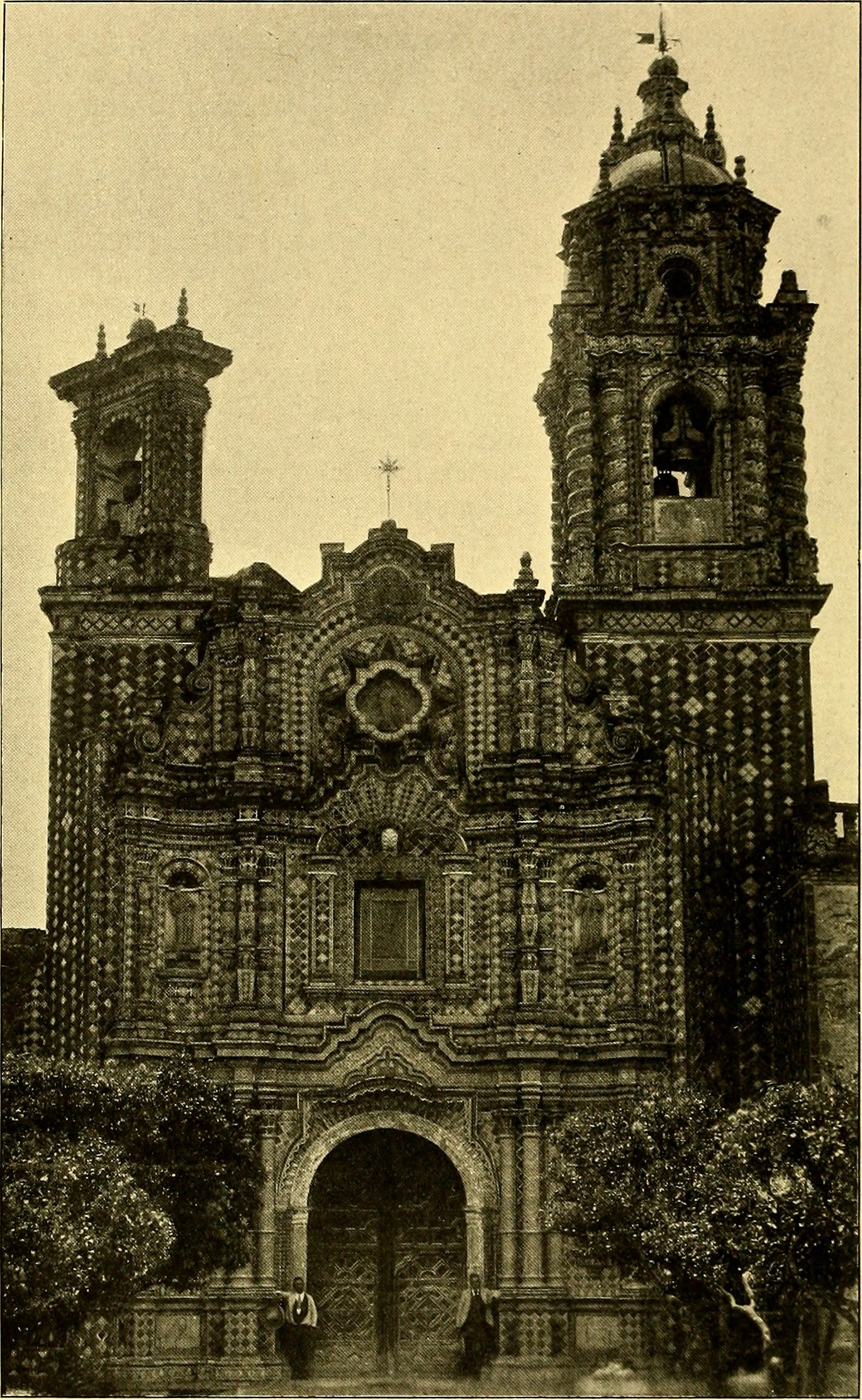
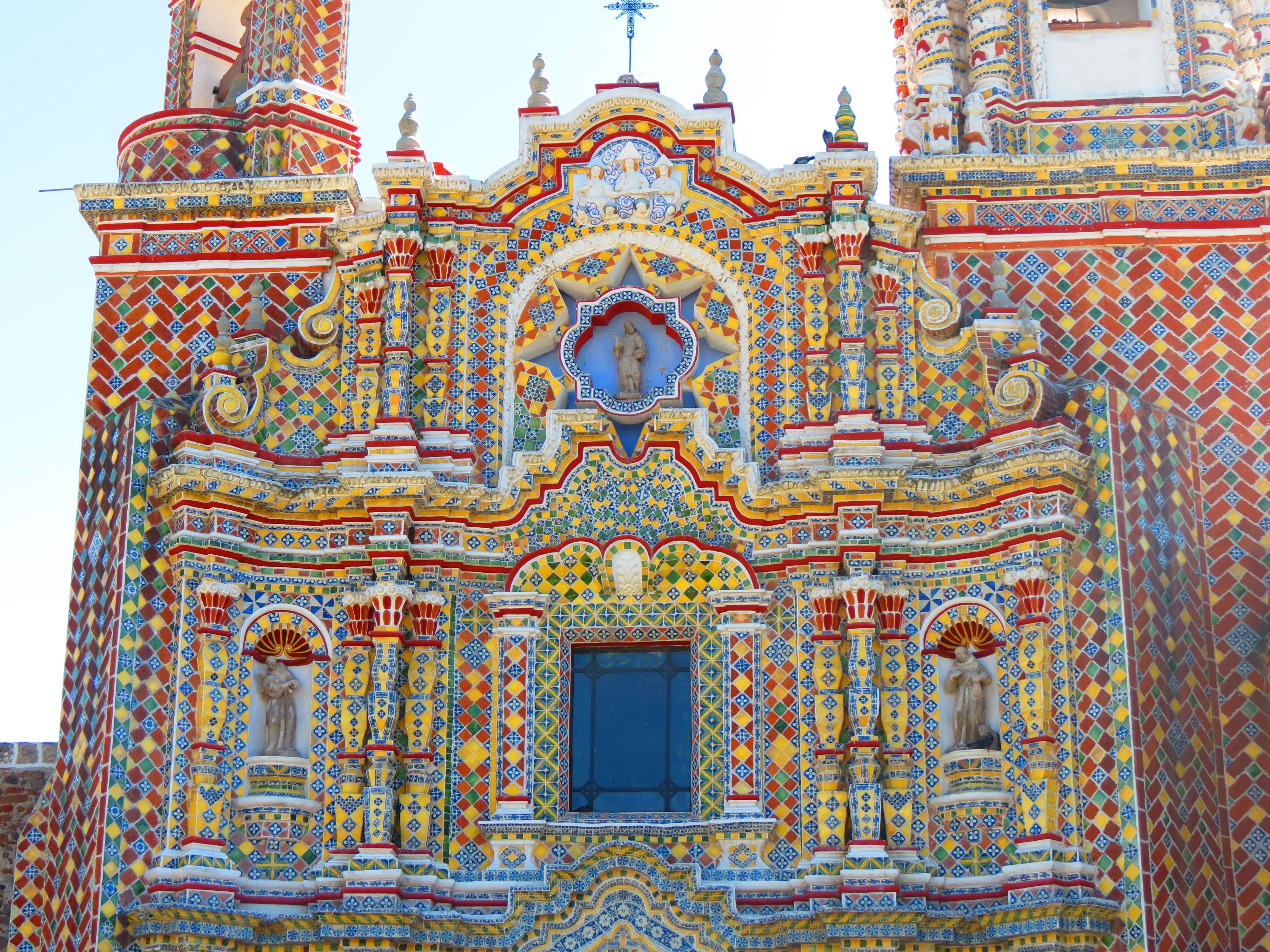
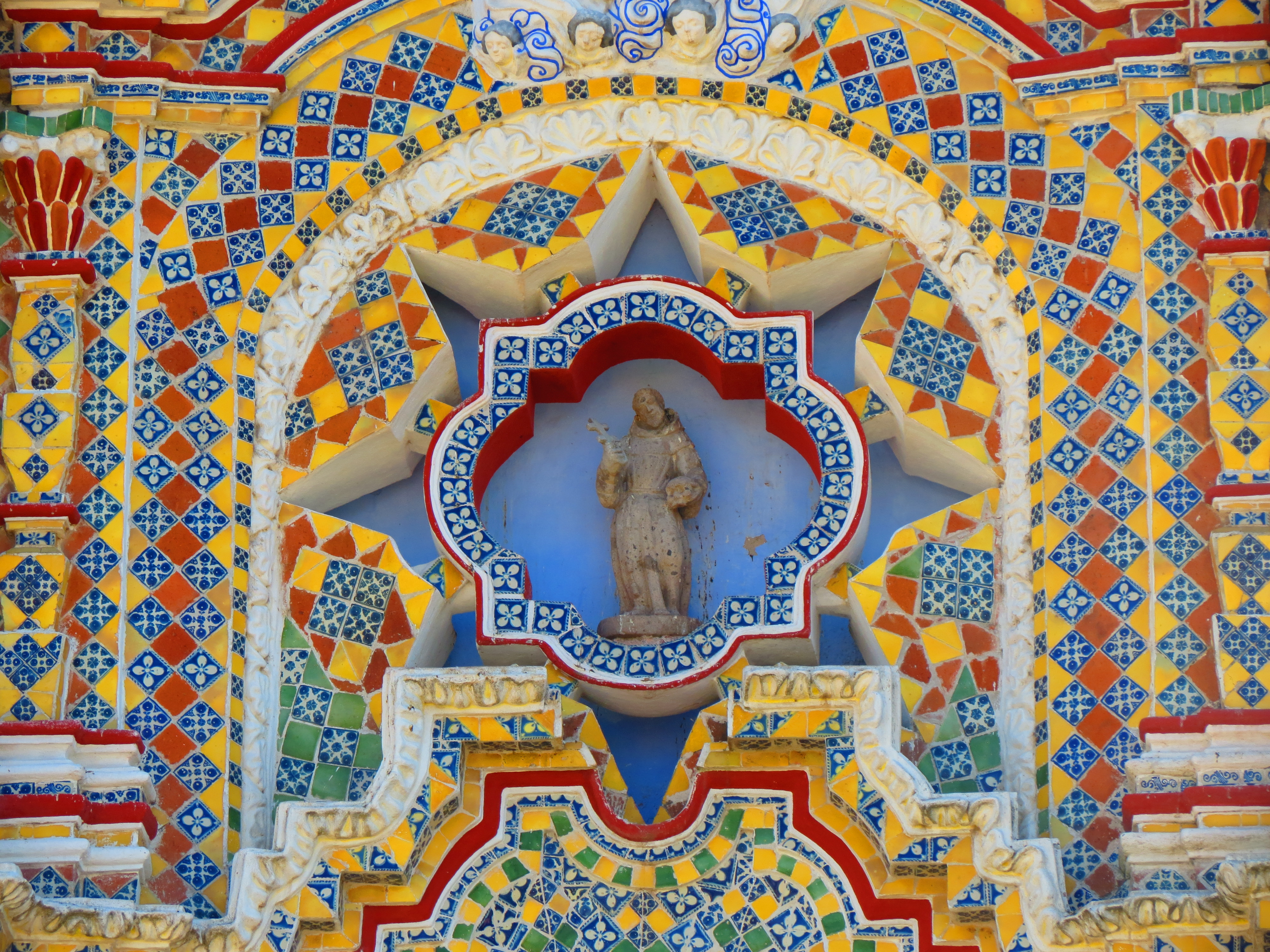
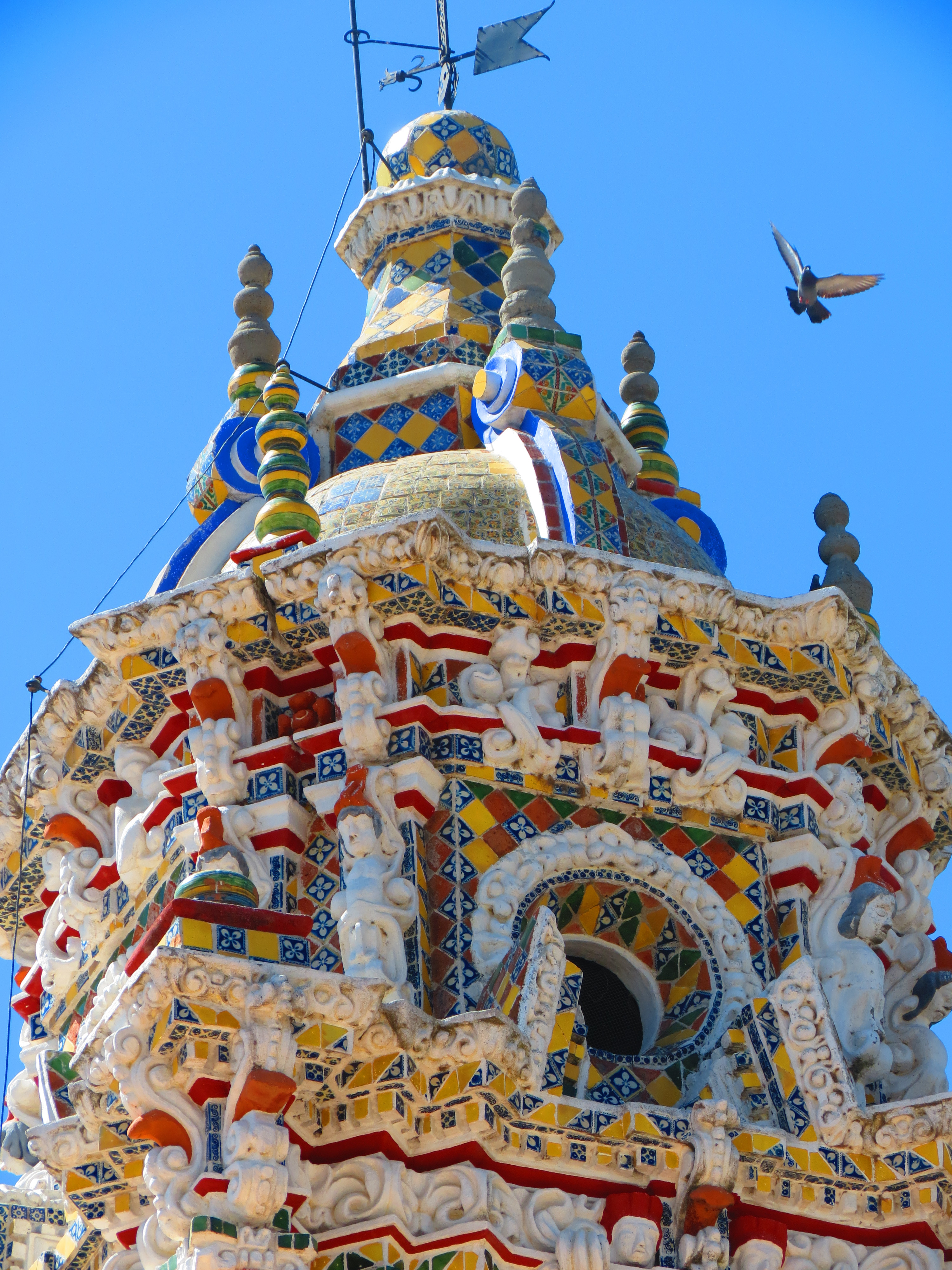
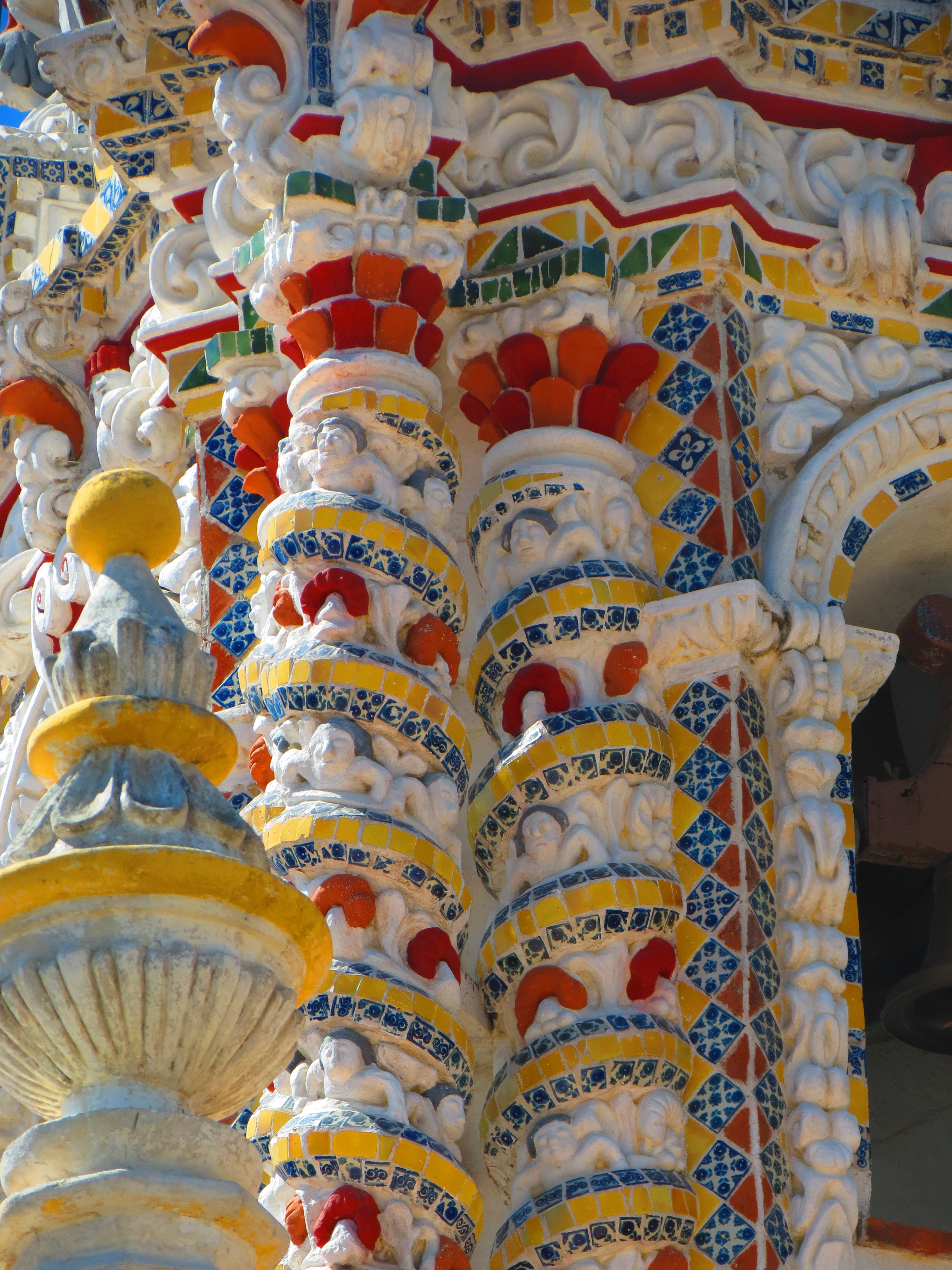
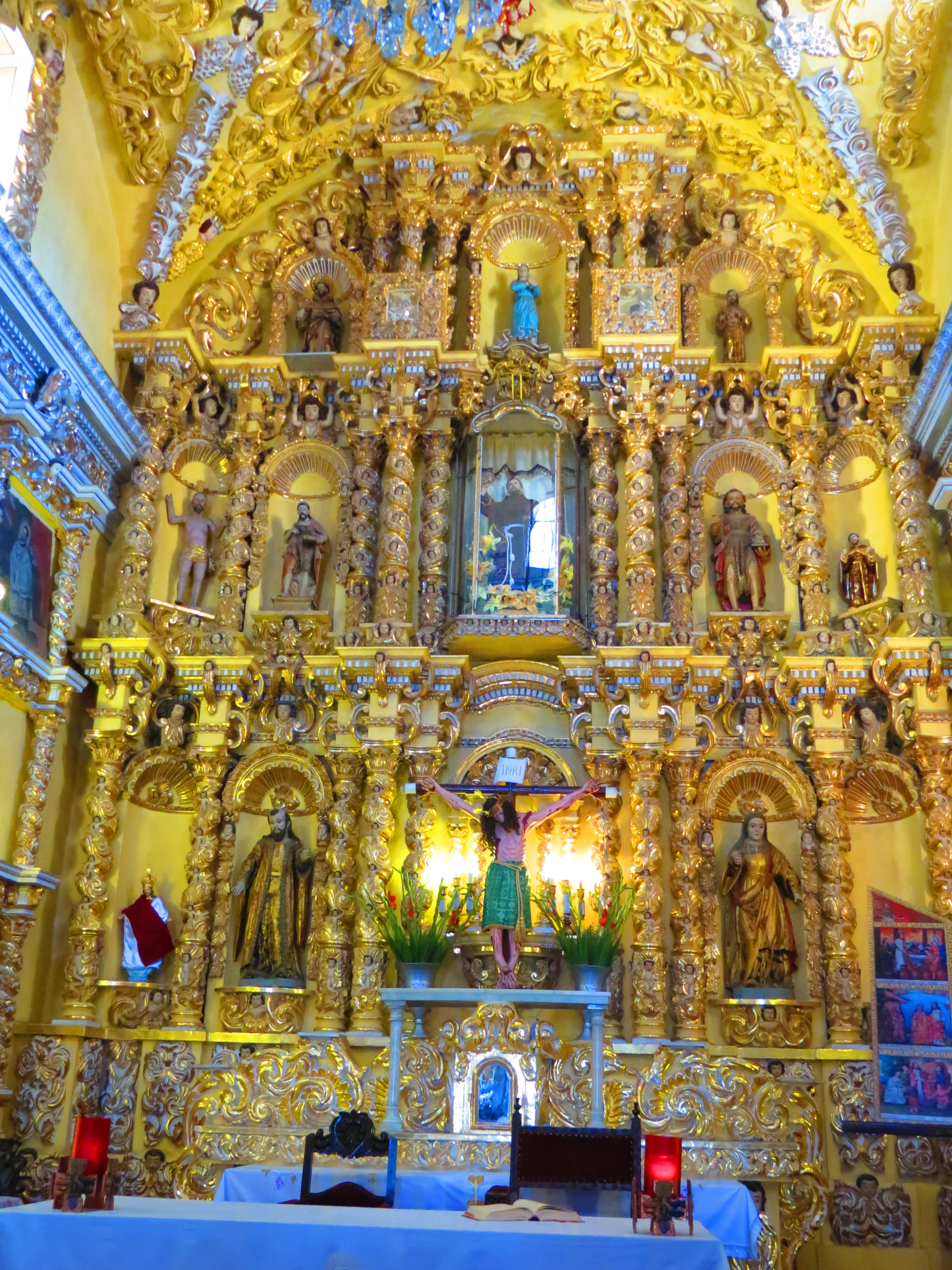
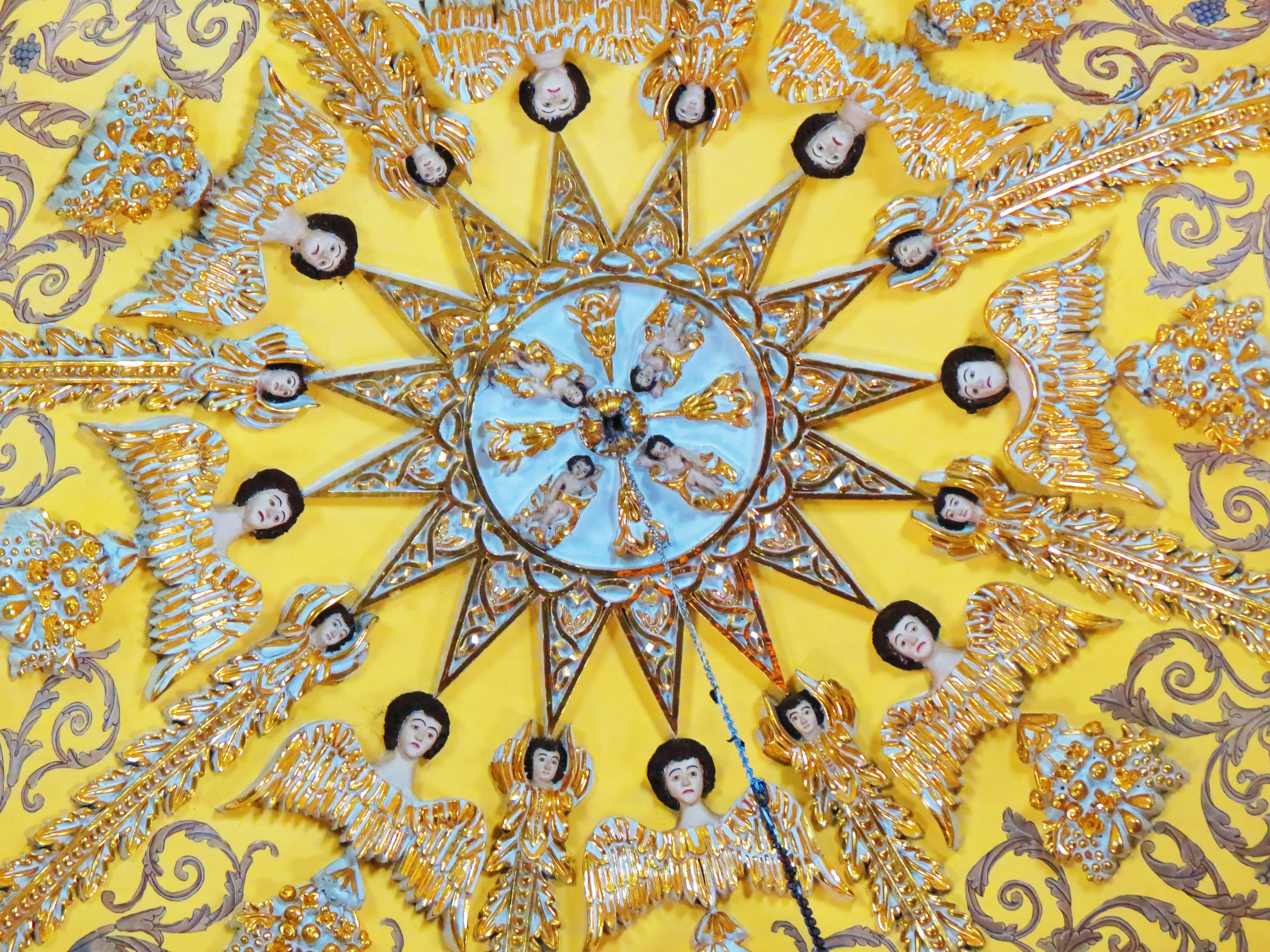
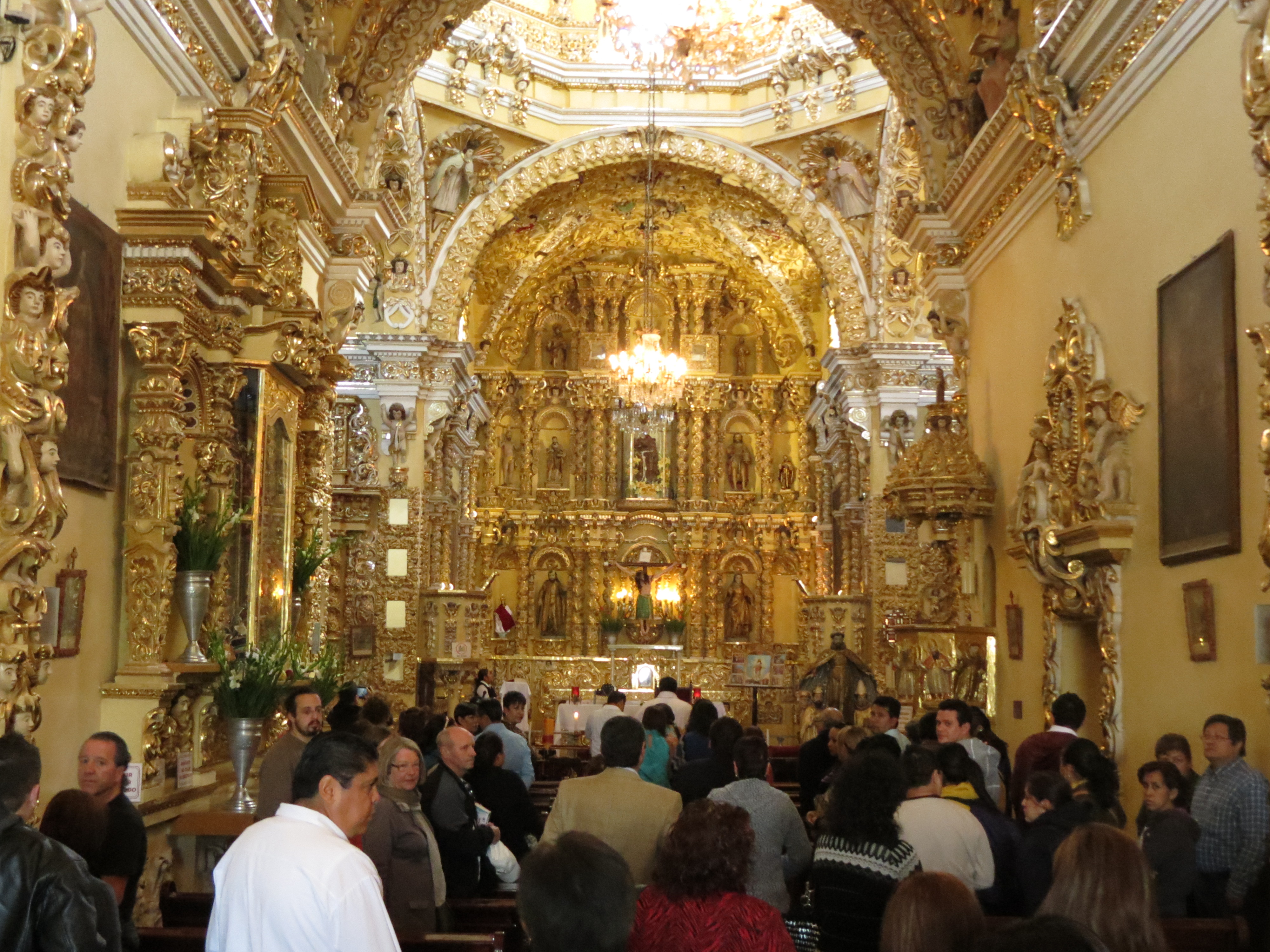
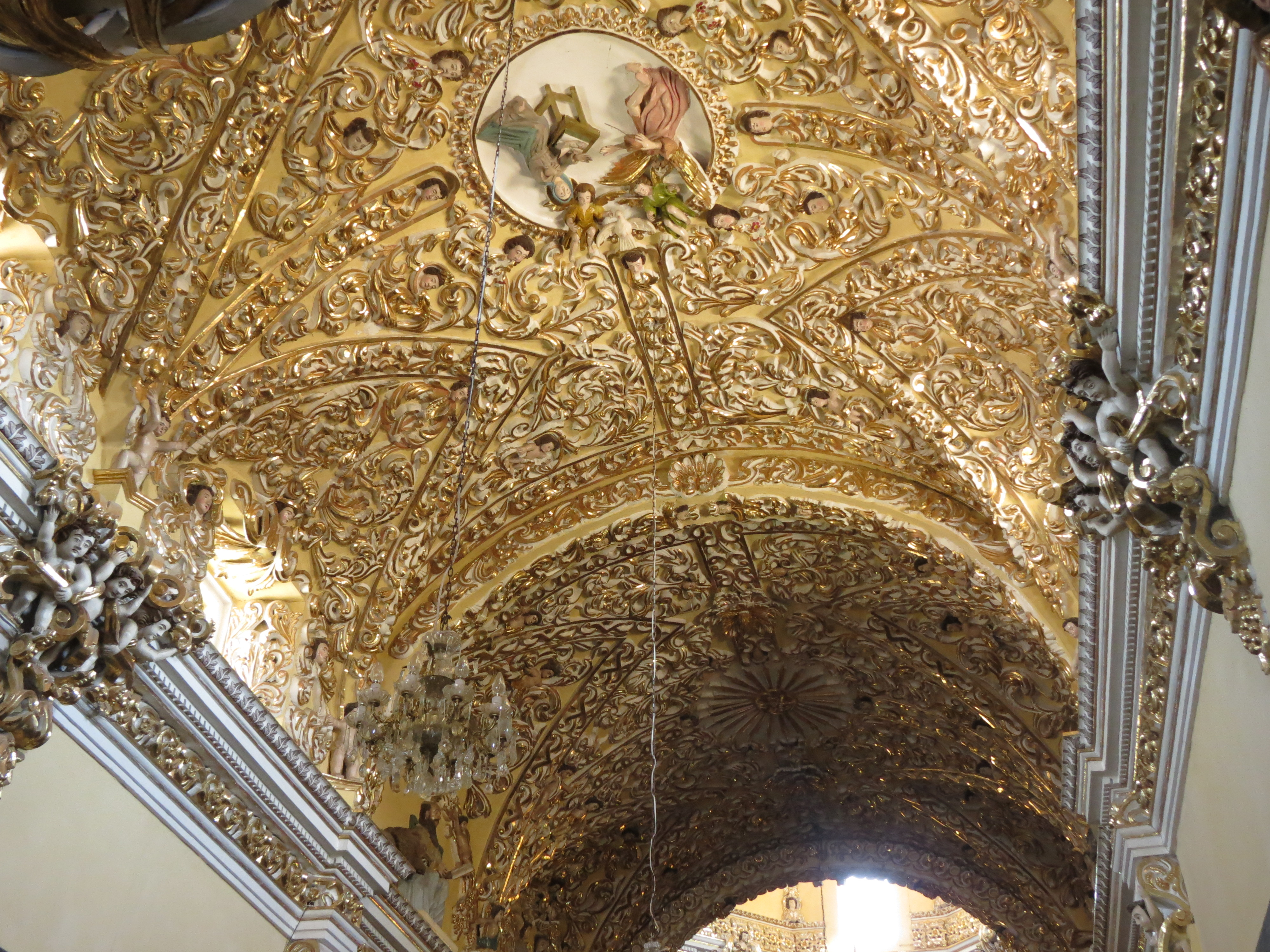
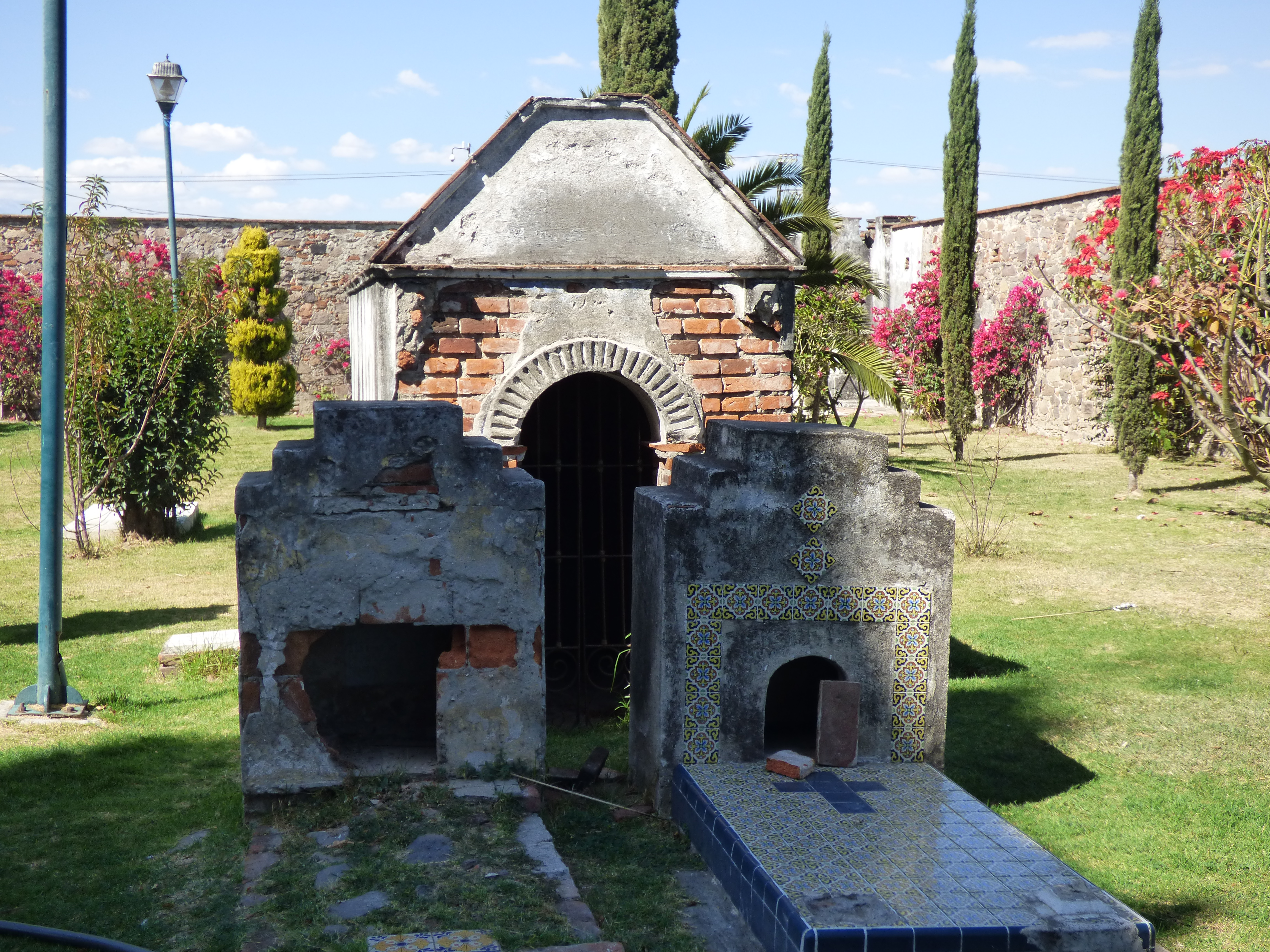